# Železniční trať Brčko–Banovići

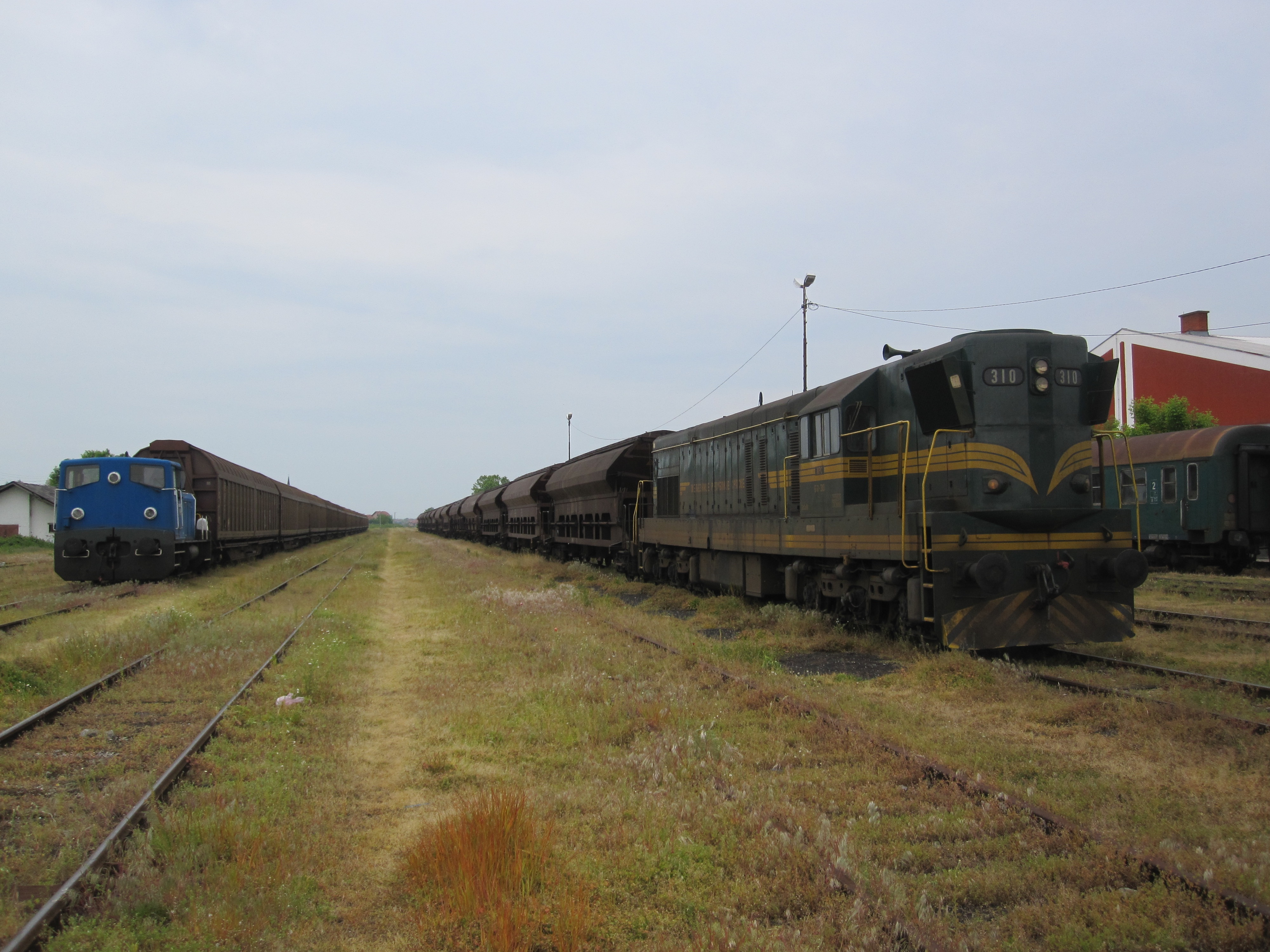
Vlaky ve stanici Brčko (2011)

Železniční trať Brčko–Banovići byla vybudována v rámci obnovy země s nasazením jugoslávské mládeže (tzv. omladinska radna akcija – mládežnická pracovní akce). Jednalo se o jeden z významných projektů, který byl zahájen po druhé světové válce. Železnice se nachází v severní části Bosny a Hercegoviny a dlouhá je 92 km.
Myšlenka vybudovat železniční trať, která by spojovala bohatá naleziště uhlí z ložiska Banovići s hlavními dopravními tahy v Jugoslávii (které se nacházely severně od území dnešní Bosny), existovala již před druhou světovou válkou. Královská Jugoslávie však trpěla velkými finančními problémy a vnitřní nestabilitou. Nová moc, která postupně rostla během osvobozování země od fašismu, však viděla ve vybudování této dráhy klíčovou prioritu. S výstavbou trati se tak začalo ještě před tím, než byly v ekonomice zahajovány procesy přechodu k socialismu.

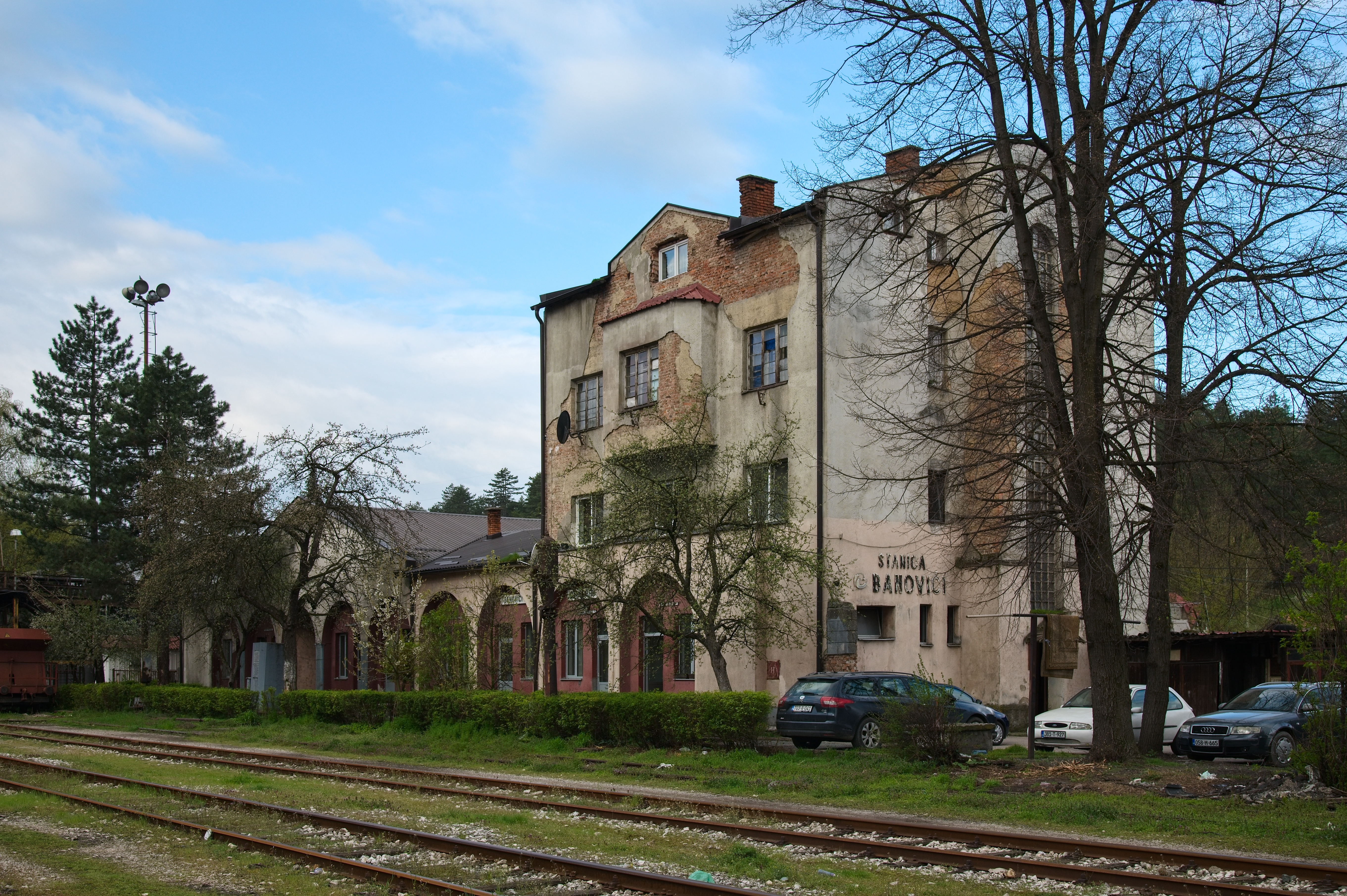
Stanice Banovići (2025)

Aby bylo možné zahájit masivní investice do výroby (v rámci prvního pětiletého plánu), bylo nezbytné zajistit nejprve dostatečnou surovinou základnu. Bohatá naleziště vhodného typu uhlí nedaleko obce Banovići měla přímo strategický význam a již na počátku roku 1946 vláda rozhodla o výstavbě trati. Cílem bylo dráhu postavit za sedm měsíců. Úkol byl zpracován v rekordně krátkém čase. Během března 1946 dostalo jugoslávské ministerstvo dopravy nařízení k provedení přípravných prací. Dokument byl připraven ani ne za měsíc. 1. dubna pak začaly přípravné práce, během kterých byla nasazena jugoslávská mládež, stejně i jako během stavby tratě samotné, která byla zahájena 1. května. V hornatém terénu bylo přemístěno 1 361 680 km² zeminy, 134 460 km² kamene. Vybudovány byly dva tunely a celkem 22 mostů, které dohromady měřily 455 metrů. Kromě převozu uhlí umožnila železnice urychlit obnovu severní Bosny, kam bylo problém dovážet ve větších objemech jak potraviny, tak i materiál. Protože dělníci, kteří na stavbě pracovali, nebyli odborníci a termín byl šibeniční, byla práce mnohde provedena nekvalitně a později tak musely být určité části tratě přebudovány.
7. listopadu 1946 projel po trati první vlak.
Jugoslávský tisk v pozdějších letech vnímal tuto trať jako jeden z velkých úspěchů a připomínal životní osudy těch, kteří se na její stavbě podíleli.